# Bong gravitazionale
Un bong gravitazionale, conosciuto anche come gravity bong, GB, geebie, geeb, grav o ghetto bong, è un metodo per il consumo di sostanze fumabili come la cannabis. Il termine descrive sia il bong a secchio che il bong a cascata, visto che entrambi utilizzano la pressione dell'aria e l'acqua per migliorare la qualità del fumo.
Il bong a secchio è formato da due recipienti, dei quali il più largo (e con sommità aperta) riempito con acqua. A quello più piccolo è fissato un braciere ed è costituito da un fondo aperto ed è posizionato dentro il contenitore più largo. Una volta che il braciere è acceso, l'utilizzatore deve spostare il piccolo contenitore, causando una differenza di pressione.